# وفيات 1997
تقدم هذه المقالة قائمة بالشخصيات.
أشهر السنة هي موضوع قوائم محددة :قالب:Chronologie décès par mois

## تاريخ
- Mama Sana، chanteuse malgache (° 1900)قالب:Palette